# Josyf Hanczakowski
Josyf Hanczakowski (ur. 1869, zm. 23 grudnia 1912) – ukraiński prawnik, doktor praw, działacz społeczny, poseł Sejmu Krajowego Galicji VIII i IX kadencji.
Prezes sądu w Ottyni. Zastępca członka Wydziału Krajowego. W 1907 wybrany do Sejmu Krajowego w IV kurii okręgu nr 20 Turka w czasie VIII kadencji, w miejsce zmarłego Mychajła Hłydżuka. Zmarł w czasie IX kadencji Sejmu Krajowego, na jego miejsce wybrano Teodora Rożankowskiego. Pochowany został na Cmentarzu Łyczakowskim we Lwowie.

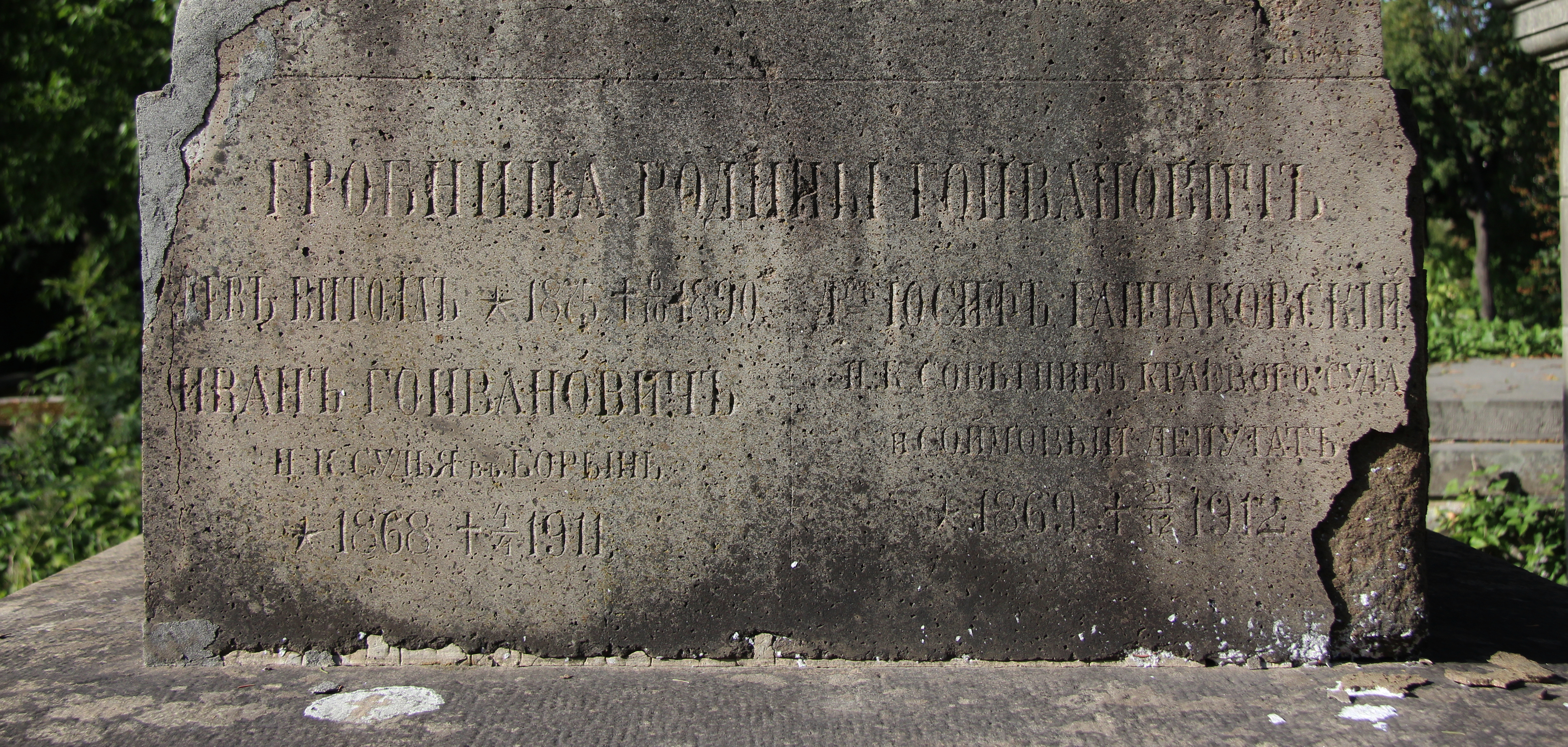
Tablica nagrobna